# Варівська сільська рада (Іванківський район)
| Варівська сільська рада — орган місцевого самоврядування у Іванківському районі Київської області з адміністративним центром у с. Варівськ. Сільській раді підпорядковані населені пункти: - с. Варівськ - с. Людвинівка - с. Рахвалівка |

## Склад ради
Рада складається з 12 депутатів та голови.

### Керівний склад ради
| ПІБ                         | Основні відомості                                                         | Дата обрання | Дата звільнення |
| --------------------------- | ------------------------------------------------------------------------- | ------------ | --------------- |
| Місюра Олександр Васильович | Сільський голова, 1966 року народження, освіта, безпартійний              | 26.03.2006   | 31.10.2010      |
| Місюра Олександр Васильович | Сільський голова, 1966 року народження, освіта вища, член Партії регіонів | 31.10.2010   |                 |

Примітка: таблиця складена за даними джерела